# Hosta clausa
Hosta clausa là một loài thực vật có hoa trong họ Măng tây. Loài này được Nakai mô tả khoa học đầu tiên năm 1930.